# Novo Selo (gmina Prnjavor)
Novo Selo (cyr. Ново Село) – wieś w Bośni i Hercegowinie, w Republice Serbskiej, w gminie Prnjavor. W 2013 roku liczyła 88 mieszkańców.